# Edició (llibre)
|  | Per a altres significats, vegeu «Edició». |

En el món del llibre, una edició és el conjunt d'exemplars, idèntics entre si, compostos amb unes mateixes planxes (o uns mateixos fotòlits, etc.); pot constar d'una sola impressió o de diverses, d'un sol tiratge o de diversos. En aquesta accepció concreta, el terme català edició equival a l'anglès edition, a l'espanyol edición, al francès édition, a l'italià edizione, al portuguès edição, al romanès ediţiă, etc., etc.
Quan s'exhaureixen els exemplars de l'edició i l'obra encara té demanda, és habitual que se'n faci una altra impressió (reimpressió) idèntica, la qual és part integrant de la mateixa edició. D'aquesta manera, una mateixa edició pot anar apareixent durant anys.
Per tal que hi hagi canvi d'edició, cal que hi hagi canvi de planxes (o de fotòlits, etc.), és a dir, que l'obra sigui modificada d'alguna d'aquestes maneres:
- alteració del text (supressions, afegitons, correccions, actualitzacions, etc.);
- canvi de la tipografia emprada;
- canvi de la maquetació de l'obra;
- canvi de dimensions del llibre;
- canvi de la paginació;
- afegitó, canvi o eliminació d'il·lustracions, de làmines, etc.

O bé que, havent-hi aquestes modificacions o no, el llibre canviï de col·lecció dins la mateixa editorial, o canviï d'editorial, o n'afegeixi de nova.
El mer canvi de coberta no comporta canvi d'edició (llevat que es faci constar en la menció d'edició).
El número d'edició o de reimpressió acostuma de figurar, bé a la portada, bé al verso de la portada; la segona opció és la més freqüent en les reedicions, perquè el número d'edició va acompanyat del número de reimpressió.
En mercats com el francòfon i l'anglòfon es tendeix a distingir clarament entre edicions i reimpressions. A l'Estat espanyol, moltes editorials (incloent-ne moltes de llengua catalana) designen les meres reimpressions com a "edicions", abusivament; i així hi és habitual, en cas d'èxits de llibreria, que n'apareguin quatre o cinc presumptes "edicions" absolutament idèntiques entre si en l'espai d'uns pocs mesos; en realitat es tracta de reimpressions, és clar.